# Абатство
Аба́тството (на латински: Abbatia) е католически манастир, принадлежащ на монашески орден.
Управлява се от абат (за мъжки манастир) или абатиса (за женски манастир). Подчинява се на съответния епископ, а в определени случаи – непосредствено на папата в Рим. Някои абатства, които не попадат под юрисдикцията на местния епископ, заедно със своята територия и духовенство образуват т.нар. единични (на латински: abbas nullius) или териториални (на латински: abbas territorialis) абатства.
Първото католическо абатство е бенедиктинско – основано е през VІ век в Монте Касино (Италия).
Големите и богати абатства във феодална Западна Европа нерядко се ползват с голям авторитет в обществото, и оказват значително влияние на религиозната и светската политика. Абатствата са сред основните стожери и двигатели на западноевропейската култура, в тях се съхраняват и преписват древни ръкописи, водят се хроники, преподават се религия и свързани с религиозния живот науки. Абатствата оказват голямо влияние за развитието европейската живопис и архитектура: първите образци на романския стил се появяват в абатство Клюни, а първите образци на готическия стил – в абатство Сен Дени.
Най-известните католически абатства са Клюни, Сен Дени, Санкт Гален, Фулд, Монте Касино. В Свещената Римска империя най-големите и могъщи абатства имат статут на имперски абатства.
През XVI – XVII век абатствата постепенно губят своето влияние. Много абатства са разпуснати или разрушени, но една голяма част продължават да съществуват.
Католическият „Кодекс на каноничното право“ (на латински: Codex iuris canonici) от 1983 г. приравнява абатствата и манастирите.